# Közönséges barázdásbálna
A közönséges barázdásbálna (Balaenoptera physalus) az emlősök (Mammalia) osztályának párosujjú patások (Artiodactyla) rendjébe, ezen belül a barázdásbálna-félék (Balaenopteridae) családjába tartozó faj. Nemének a típusfaja.
A sziláscetek alrendjébe tartozó közönséges barázdásbálna csaknem 27 méteres hosszúságával a kék bálna (Balaenoptera musculus) után a második legnagyobb, ma is élő állatfaj. Roy Chapman Andrews amerikai természettudós az 1910-es években a közönséges barázdásbálnát „a tengerek agárjának” tartotta, mivel amikor az állatot üldözőbe vették, áramvonalas testfelépítésével gyorsan és könnyedén menekült el.
Hosszú és karcsú teste hátán barnásszürke, hasoldalán világos színű. Jelenleg két érvényes alfaját különítik el, az egyik azonban két olyan populációra oszlik, hogy annak további felosztása is indokolttá válhat. A közönséges barázdásbálna csak a jéggel borított „mezőket” és az óceánokon levő üres, élettelen helyeket kerüli el. Az állományok legnagyobb sűrűsége a mérsékelt övezetekben és a sarkok körül található. A tápláléka rajokban élő kis halakból, kalmárokból és kis rákokból tevődik össze (mint amilyenek a Mysidacea-fajok és a krillek).
Mint a többi nagytestű bálnát, ezt a bálnafajt is nagy számban vadászták a 20. században, emiatt a sebezhető fajok listájára került. 1904–1979 között a déli féltekén csaknem 750 000 közönséges barázdásbálnát öltek meg. Manapság már csak mintegy 15 000 példány él ezen a helyen. A Nemzetközi Bálnavadászati Bizottság (International Whaling Commission, IWC) felfüggesztette e bálnafaj vadászatát, hogy megvédje a fajt a kihalástól. Ennek ellenére Izland és Japán nem hagyott fel vadászatukkal; 2009-ben Izland 125 közönséges barázdásbálnát ejtett el a vadászszezon alatt. 2008–2009 között Japán egyetlen példányt fogott a Déli-óceánban. Grönlandon a bennszülötteknek – hagyományaikra való hivatkozással – engedélyezték a bálnavadászatot. A világ közönséges barázdásbálna állománya összesen körülbelül 100 000–119 000 állatból áll. Az engedélyezett elejtések mellett a hajókkal való ütközések és az ember által okozott tengeri zajok mind nehezítik a faj állományának a bővülését.

## További információk

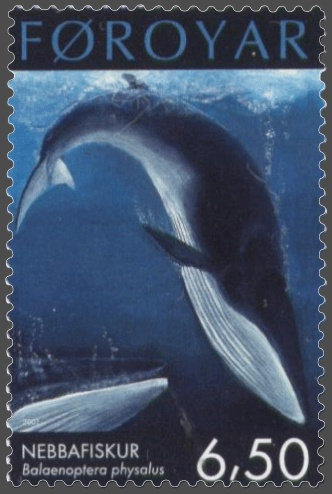
Közönséges barázdásbálna a Feröer-szigetek egyik bélyegén

## Rendszertani besorolása

Kladogram a barázdásbálna rokonsági viszonyairól

A természettudósok már régóta ismerik ezt a bálnafajt. 1675-ben Frederick Martens elsőként írta le a közönséges barázdásbálnát, aztán 1725-ben Paul Dudley is leírta ezt a fajt. Ez utóbbi leírást használta alapul 1758-ban Carl von Linné, amikor Balaena physalus néven beírta a Systema Naturae című könyvébe. Bernard Germain de Lacépède francia természettudós, a 19. század elején átnevezte a bálnát Balaenoptera physalus-ra; manapság is ez a név van használatban. A „physalus” szó a görög phüsza szóból származó latinos írású névelem, aminek jelentése „lövell”, vagy „kilövell”.
A közönséges barázdásbálna a barázdásbálna-félék (Balaenopteridae) egyike. A barázdásbálna-félékhez tartozik többek között a hosszúszárnyú bálna (Megaptera novaeangliae), a kék bálna, a Bryde-bálna/Trópusi bálna fajkomplexum (Balaenoptera cf brydei/edeni) és a csukabálna (Balaenoptera acutorostrata) is. Ez a család körülbelül a miocén kor közepén válhatott le a többi sziláscetek csoportjáról. A különböző fajok kialakulásának pontos ideje még ismeretlen számunkra. Ma már köztudott, hogy mind az Atlanti-, mind a Csendes-óceán északi részén időnként kék bálna–közönséges barázdásbálna hibridek jelennek meg. A legújabb DNS-vizsgálatok szerint ez a faj közelebbi rokonságot mutat a hosszúszárnyú bálnával és a szürke bálnával (Eschrichtius robustus), amely nem is tartozik a barázdásbálna-félék családjába, és távolabbi rokona az olyan fajoknak, amelyekkel megosztja a Balaenoptera nemet, például a csukabálnának. Ha a további vizsgálatok és tanulmányozások is megerősítik ezt az eredményt, akkor a barázdásbálna-félék családját és a benne levő fajok rendszertani besorolását a jövőben át kell dolgozni.
2006-ban a közönséges barázdásbálna két alfaját különböztették meg. Az alfajok szétválasztására számba vették a testfelépítés jellemzőit és a hangjaikban levő eltéréseket is. Az északi alfaj, a Balaenoptera physalus physalus (Linnaeus, 1758), az Atlanti-óceán északi részén él, míg a déli alfaj, a Balaenoptera physalus quoyi (Fischer, 1829), a Déli-óceánt tekinti otthonának. A Csendes-óceánban élő populáció jelenleg az utóbbi alfajhoz tartozik, de a legtöbb tudós szerint a faj harmadik alfaja lehet, de ez még nem érvényes megkülönböztetés, nincsen hivatalosan leírás és alfajnév. A három állomány élettere miatt csak nagyon ritkán keveredik.

### Alfajai
- Balaenoptera physalus quoyi (Fischer, 1829) – a Déli-óceán, Csendes-óceán, az Antarktisz vizei
- Balaenoptera physalus physalus (Linnaeus, 1758) – az Atlanti-óceán északi része

A két alfaj létrejötte annak a következménye, hogy a vándorlásuk útvonala nem érintkezik egymással.

## Előfordulása

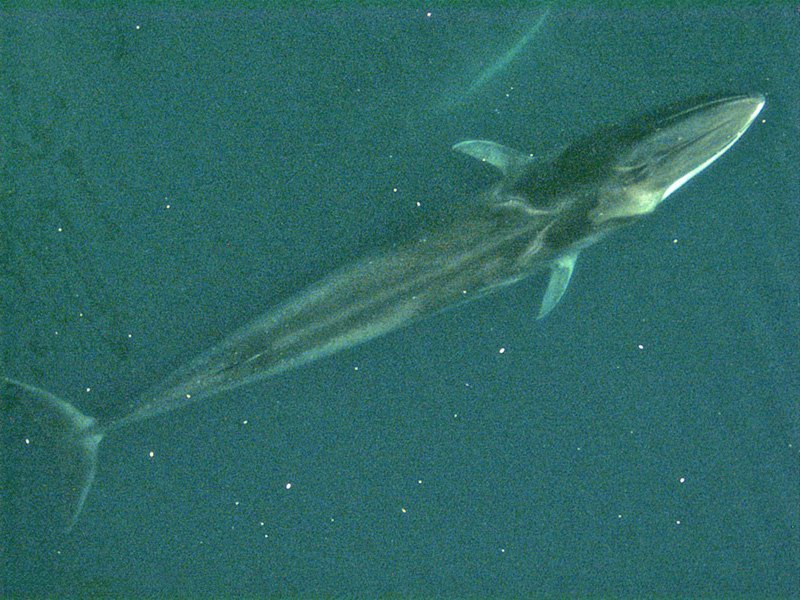
Az állat fentről nézve

A közönséges barázdásbálna a világ összes tengerében megtalálható, de a zajló és összefüggő jégtakarót kerüli. Az európai vizekben nagyon megritkult, zömmel a Jeges-tenger határvidékén fordul elő. A Vörös-tengerből, a Perzsa-öbölből, a Földközi-tenger keleti részéről és a Balti-tengerből hiányzik. Az állatok többsége a mérsékelt és a sarki vizekben él, a trópusokon csak kevés példány tartózkodik. A kontinensektől távolabbi, mélyebb vizeket részesítik előnyben.
Az atlanti-óceáni állománynak hatalmas az elterjedési területe. Előfordulása nyugaton a Mexikói-öböltől, keleten a Földközi-tengerig tart, északon pedig a Jeges-tenger jégtakarójáig terjed. A közönséges barázdásbálnák többsége a 30. szélességi körtől északra található meg. A 30. szélességi kör déli részén élő állomány nagyságának felmérése azonban nehéz, mivel itt megtalálható a Bryde-bálna is, ami megjelenésben igen hasonlít a közönséges barázdásbálnára. A hajókról való folyamatos megfigyelések azt mutatták, hogy az Atlanti-óceáni állomány nyári táplálkozó helye a 41°20'N és 51°00'N szélességi körök között, és körülbelül 1800 méter távolságban van a szárazföldektől.
A Csendes-óceán északi állományának a nyári elterjedési területe Alsó-Kalifornia (Baja California) középső részétől Japánig, északon pedig a Jeges-tenger határán levő Csukcs-tengerig terjed. Május és október között a legnagyobb állománysűrűség az Alaszka-öbölben és a Bering-tenger délkeleti részén van. A közönséges barázdásbálnák az Aleut-szigeteken keresztül jutnak a Bering-tengerbe. November és január között Kalifornia déli részén a tudósok néhány bálnát megfigyelőkkel láttak el, de a nyár folyamán ezeket a bálnákat Kalifornia középső részén, Oregonban, Brit Columbiában és az Alaszka-öbölben ismeretlenek megölték. A Hawaii-szigetek közelében már láttak közönséges barázdásbálnákat május közepén és télen. Egyes kutatók szerint a bálnák inkább ősszel és télen jönnek ezekhez a szigetekhez.
Bár egészen biztos, hogy a közönséges barázdásbálnák vándorló állatok, amelyek évente megteszik az utat a borjazóhelyektől a táplálkozó területekig és vissza, a pontos vándorutak még nem ismertek. Az Észak-Atlanti-óceánban végzett hidrofonos, szonáros megfigyelések azt mutatták, hogy a közönséges barázdásbálnák ősszel Új-Fundland és Labrador térségből elindulnak dél felé, és Bermudán keresztül a Karib-tengerbe úsznak. A kutatók szerint egy vagy több állomány északon marad egész évben, nem vándorol délre késő ősszel. A Csendes-óceáni vándorlások évről évre eltérnek egymástól úgy a vándorút terén, mint a vándorolni vágyó példányok számában. Így a Kaliforniai-öbölben télen és tavasszal jóval eltér a közönséges barázdásbálna állomány egyedszáma, bár vannak olyan példányok is, amelyek egész évben ebben az öbölben tartózkodnak. Az antarktiszi közönséges barázdásbálnák rendszeres vándorlók: szabályszerűen vándorolnak a borjazó és táplálkozó helyek között. Mivel e déli állományok főleg a nyílt óceánban vándorolnak, borjazó területeik még nem ismertek.

## Állományok
Mivel a közönséges barázdásbálna vándorútjai alig ismertek, és a különböző bálnaszámláló szervezetek alig működnek együtt, e faj egyedszáma nem ismert pontosan. Azt sem tudjuk biztosan, hogy hány közönséges barázdásbálna élt, mielőtt az ember elkezdte volna vadászni, mivel e bálnafaj vadászatának kezdete nagyon régi időkre tehető.

### Az észak-atlanti-óceáni állomány
A Nemzetközi Bálnavadászati Bizottság (International Whaling Commission, IWC) hét állományt tart számon az észak-atlanti-óceánban; ezek a következők: Új-Skócia–Új-Anglia, Új-Fundland és Labrador, Nyugat-Grönland, Kelet-Grönland–Izland, Észak-Norvégia, Nyugat-Norvégia–Feröer-szigetek és Írország–Spanyolország–Egyesült Királyság–Portugália. A műholdas megfigyelővel ellátott állatok azt mutatják, hogy az állományok határvonalait egyes példányok átlépik, ami azt jelenti, hogy az állatok nem helyhez kötöttek. 1995-ben Julius Sigurjónsson kiszámította, hogy az észak-atlanti-óceáni állomány az ipari mértékű bálnavadászat előtt körülbelül hány példányból állhatott. Szerinte 50 000–100 000 közönséges barázdásbálna élhetett a múltban. Felmérését, számítását azonban sokan megkérdőjelezik, J. Sigurjónsson ugyanis nem támasztotta alá kutatását adatokkal vagy magyarázatokkal. 1977-ben David E. Sergeant az észak-atlanti-óceáni „ősállományt” 30 000–50 000 fejre tette. Ebből a számból 8000–9000 állat Új-Foundland és Új-Skócia vizeiben élt, de D.E. Sergeant nem vette számításba az Amerikai Egyesült Államok vízében tartózkodó borjazó bálnákat. Jeffrey M. Breiwick felmérése szerint Új-Skócia vizeiben 1964-ben 1500–1600 vadászható (csak a 15 méternél nagyobb bálnákat lehetett hivatalosan vadászni) bálna volt, ezekből 1973-ban már csak körülbelül 325 egyed élt. Kanadában kétszer figyelték meg levegőből az állatokat, az egyik megfigyelés az 1970-es évek elejétől 1980 augusztusáig tartott Kelet-Új-Foundland és Labrador vizeiben, ez idő alatt 79–926 bálnát vettek észre.

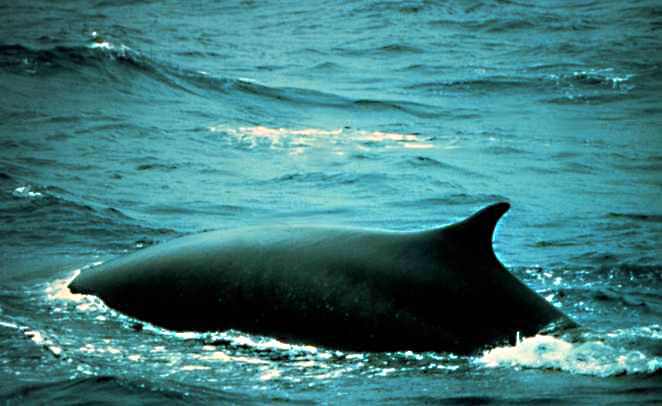
A bálna hátúszója

A második repülős megfigyelés 1995–1996 között zajlott le a Szent-Lőrinc-öböl északi és középső részein, ekkor néhány száz állatot számláltak. A nyugat-grönlandi állomány 500–2000 példányra tehető. 1974-ben, Jonsgard szerint, a háború utáni években a túlvadászat miatt erősen lecsökkent a Nyugat-Norvégia–Feröer-szigeteki állomány egyedszáma.
Az eddigi állományok közül úgy látszik, hogy az izlandi állomány áll a legjobban, mivel az 1960-as évek elejétől 1981-ig a bálnák száma alig csökkent. Az 1987-es és 1989-es évek nyarain végzett bálnaszámlálások Kelet-Grönland és Norvégia vizeiben 10 000–11 000 közönséges barázdásbálnát eredményeztek. Ez az eredmény nagyon jó ahhoz képest, amit 1976-ban kaptak, amikor körülbelül 6900 bálnát számláltak, és ezt a számot is csak kissé tartották kevesebbnek az 1948-as évhez képest. A spanyol NASS bálnaszámlálás, ami 1989-ben történt a Franciaország–Portugália–Spanyolország alállomány körében, 17 355-re tette a nyári állományt. Az összállomány körülbelül 40 000–56 000 fejből állhatott.
Az állomány az Atlanti-óceán északkeleti részén 1000, míg északnyugaton 3000 példányra rúg. Visszavonulása abból is látszik, hogy egyre ritkábban veti ki a víz a partokra. Így a Brit-szigeteken 1913 és 1939 között még 26 kisodort közönséges barázdásbálnát jegyeztek fel, míg ugyanez a szám 1940-től 1978-ig csak kilenc volt. Az arányokból ítélve tehát körülbelül negyedére eshetett vissza az állomány. A közönséges barázdásbálnák száma a speciálisan felszerelt, technikailag magasan fejlett hajókról folytatott vadászat kezdete előtt bizonyosan még ennek is a többszöröse volt. Ma már a vadászat szerepe csekélyebb, de még sok évbe telik majd, mire az állomány újra felépül. A múlt század végén 40 000–70 000 példányból állt az állománya.

### Az észak-csendes-óceáni állomány

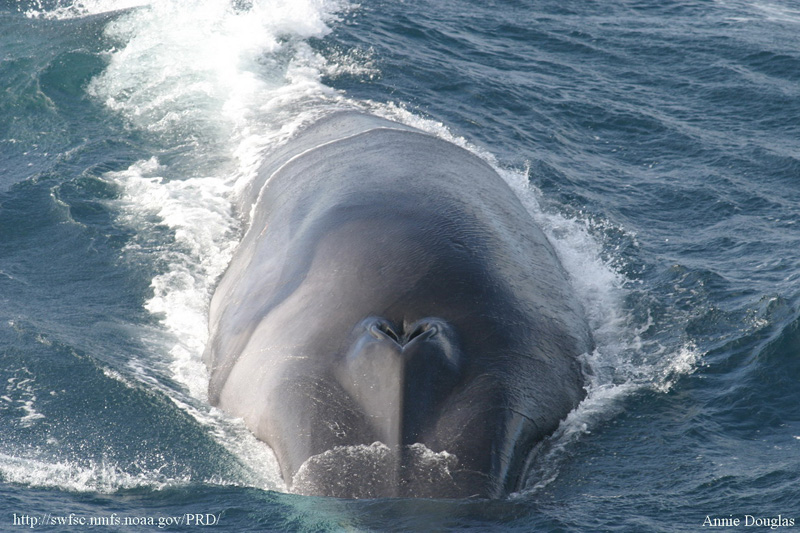
Az állat szemből; jól látszik az orrnyílása

Az ipari mértékű bálnavadászat előtti idők észak-csendes-óceáni közönséges barázdásbálna állománya körülbelül 42 000–45 000 állatra tehető. Ebből a keleti alállomány 25 000–27 000 példány lehetett. 1975-re az állomány 8000–16 000 példányra csökkent. Az 1991-ben, 1993-ban, 1996-ban és 2001-ben végzett megfigyelések alapján Kaliforniában 1600–3200, Oregonban és Washingtonban 280–380 bálna élt. Az U.S. Pacific Marine Mammal Stock Assessments: 2005 felmérő írat szerint Kalifornia–Oregon–Washington alállomány legkevesebb 2500 közönséges barázdásbálnát tartalmaz. 2004 és 2005 nyarain, Brit Columbiában körülbelül 500 állatot számláltak (ez 95%-os valószínűséggel a 201–1220 konfidenciaintervallumba esik). A Bering-tengerben levő Pribilof-szigetek környékén az 1975–1978 és 1987–1989 évek között a közönséges barázdásbálna állomány jelentősen gyarapodott (66 egyeddel). 1984-ben a közönséges barázdásbálna észak-csendes-óceáni teljes populációja a 38 százaléka volt az eredetinek, vagyis az ipari mértékű bálnavadászat előtti idők állományának.

### Az antarktiszi állomány
A kezdeti és mai antarktiszi állományokról alig vagy csak keveset lehet tudni. A Nemzetközi Bálnavadászati Bizottság szerint az ipari mértékű bálnavadászat előtti idők antarktiszi állománya körülbelül 400 000 bálnából állhatott; ez a szám 1979-re 85 200-ra csökkent. Az itt emlegetett számok csakis körülbelüli/feltételezett adatok, biztos antarktiszi bálnaszámlálás a közönséges barázdásbálnák körében máig nem történt. Egyéb feltételezések szerint 1983-ban 15 000, míg 1997-ben 38 000 állat volt a Déli-óceánban.

## Megjelenése

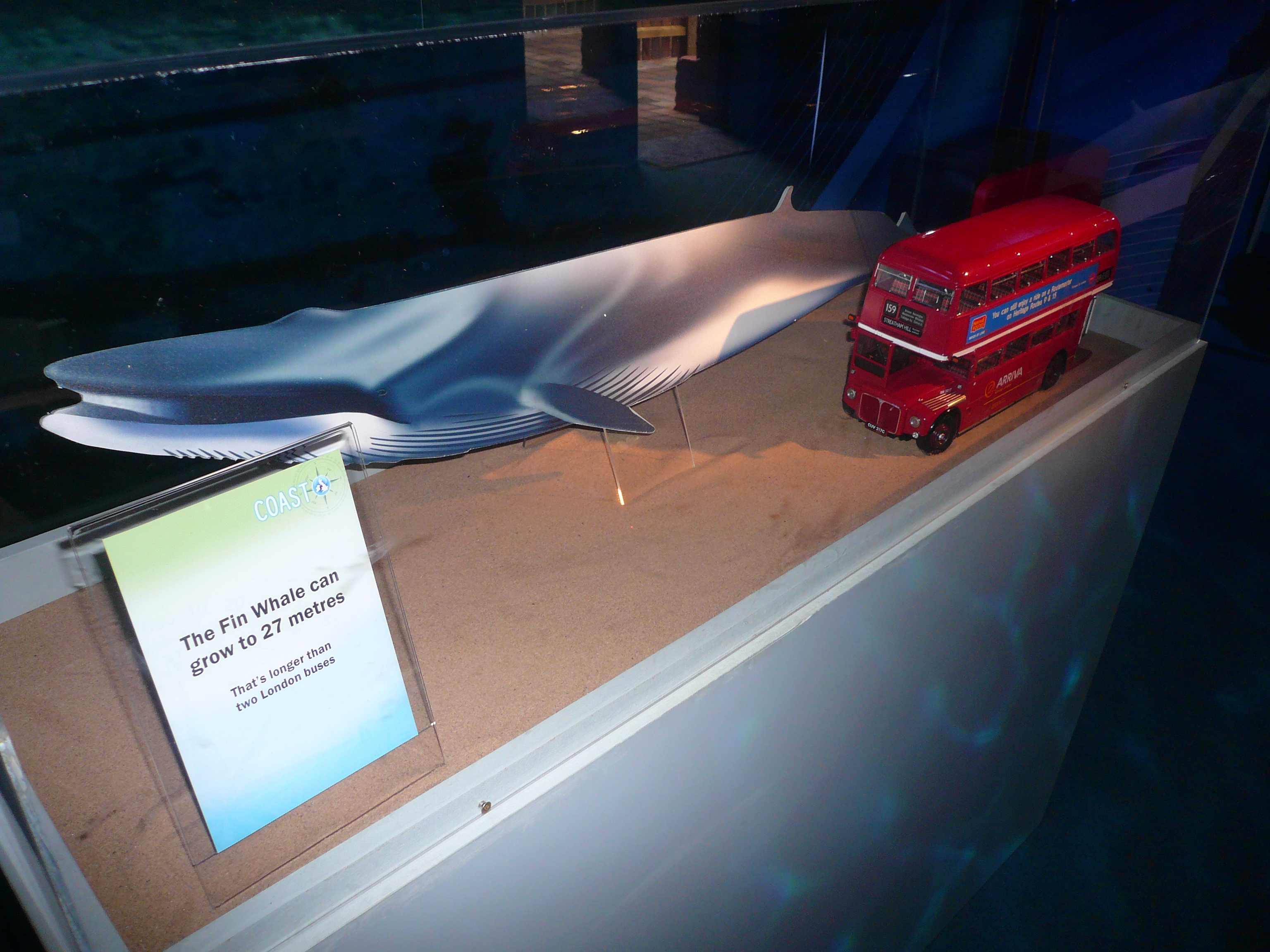
A közönséges barázdásbálna és egy angol autóbusz méreteinek összehasonlítása modellek segítségével

A közönséges barázdásbálna legfőbb jellemzője a hatalmas, de karcsú test. A nőstény legfeljebb 27 méter, a hím legfeljebb 25 méter hosszú, a testtömeg 30–70 tonna (maximum 120 tonna), az agy tömege eléri a 8,5 kilogrammot. A nőstények hossza és testsúlya nagyobb a hímekénél. Az északi állatok átlagos hossza 24 méter, míg a déliekké 26,8 méter is lehet. Az északi féltekén élő alfaj tömege 40–50 tonna, a déliekké 60–80 tonna.
A máj 230–600 kg, a szív 130–290 kg, a vesék egyenként 50–110 kg-osak, a jobb tüdő kb. 10%-kal nagyobb a balnál, tömegük egyenként 100–160 kg, a lép 2–7 kg.
A közönséges barázdásbálna 25–30 évesen számít kifejlett állatnak. Az állat akár 94 évet is élhet, bár vannak egyesek, akik azt állítják, hogy 135–140 éves példányokat is kifogtak. Az újszülött bálna körülbelül 6,5 méter hosszú és 1800 kilogramm tömegű. Hatalmas teste miatt ezt a fajt csak néhány más fajjal lehet összetéveszteni, mint a kék bálnával, a tőkebálnával (Balaenoptera borealis), vagy a melegebb vizekben a Bryde-bálnával.

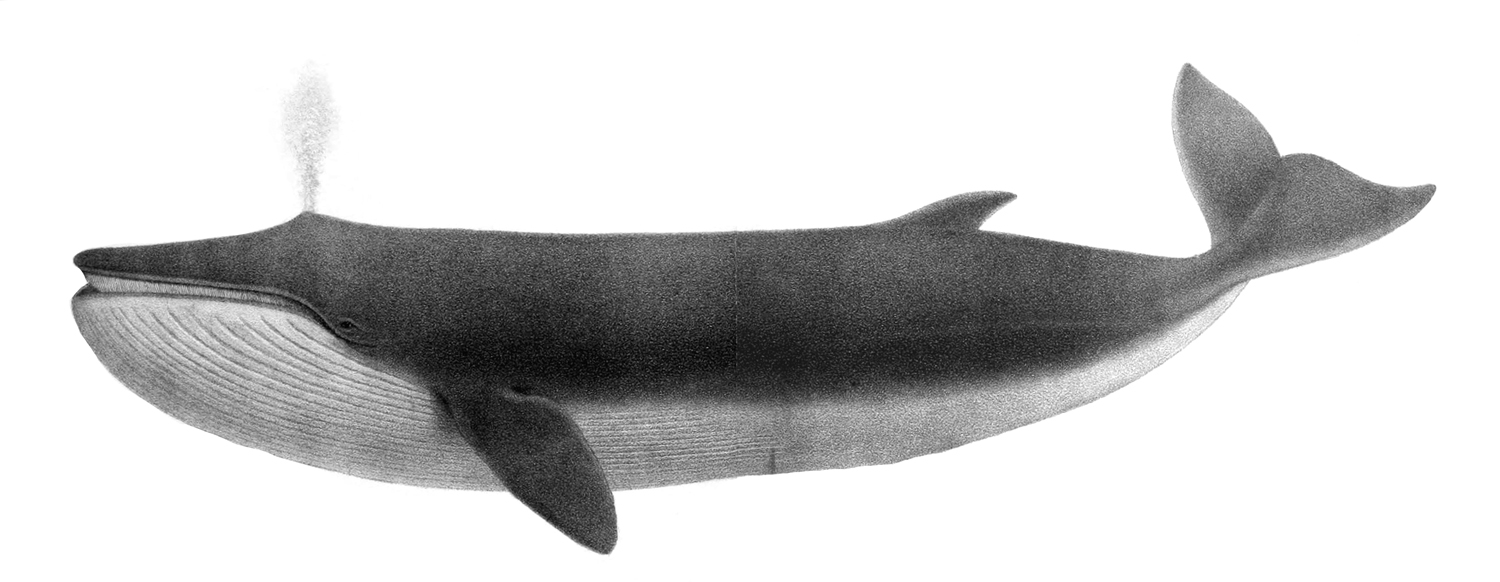
Rajz a bálnáról, 1872-ből

Feje teteje lapos, alul hegyesen végződik. Az alsó állkapocs bal oldala sötét színű, a torok és a jobb oldal világos. Ennek oka még nem tisztázott, talán az álcázást segíti a zsákmány megközelítésekor. Mint minden barázdásbálnának, a közönséges barázdásbálnának is redőzött torokbarázdái vannak, melyeket ki tud tágítani, így evés közben növelni tudja toroktérfogatát. A 70–110, átlagosan 85 barázda a hasig, körülbelül a testre fektetett mellúszó vonaláig ér. Mindkét felső állkapocsfélből 320–420 középhosszú szila lóg alá, amelyek végükön sárgásfehér fonalakra hasadoznak fel. Az első állkapocsharmadban a szilák fehérek, hátrébb kékesszürkék vagy csíkosak. Mellúszói simák, előrefelé keskenyednek, a test hosszához képest kicsik, 1/9-ének, 1/10-ének felel meg, felül feketék, alul világosak. A hátúszó háromszög alakú, körülbelül 60 centiméter hosszú, hátrahajló, és akkor látszik a legjobban, amikor a bálna lemerülés előtt meggörbíti a hátát. Hátán kis púpok vannak. Az erőteljes farokúszó enyhe sarló alakban hajlott, közepén láthatóan bemetszett. A testéhez képest kisebbnek hat, mint a kék bálnáé. Amikor a közönséges barázdásbálna feljön a felszínre, függőleges, 5–6 méter magas páraoszlopot lövell fel ki magából. Ezt 2–4 másodpercig is lehet látni; szélcsendben a páraoszlop tetején lekerekített, hegyes kúpot formáz. A bálnának csupán a feje bukkan elő a vízből, és amikor lemerül, csak kicsiny hátúszóját lehet látni, farokúszóját nem. Az örvény, amit ilyenkor kelt a felszínen, olajsima, több méter átmérőjű körnek látszik. Váltogatja a rövid és hosszú merülési periódusokat. Ha csupán néhány percre megy le a víz alá, akkor csak másodpercekig marad a felszínen. Ha viszont négyszer-ötször is kifújja a levegőt, és körülbelül 2 percig marad, akkor utána a merülés akár 20 percig is eltarthat. Az állat nem merül 250 méternél mélyebbre, és itt csak 10 percet tölt. A közönséges barázdásbálnák hatalmas méreteik ellenére gyorsan úsznak. Csúcssebességük 40 km/h, vándorláskor körülbelül 20 km/h sebességgel haladnak. A közönséges barázdásbálna időnként kiugrik a vízből.
Bőre, amiben nincsenek izzadság- vagy zsírmirigyek, szőrmentes. Orrnyílásai a hátán vannak. Lemerülés előtt orrnyílásait bezárja. Fülei nincsenek.

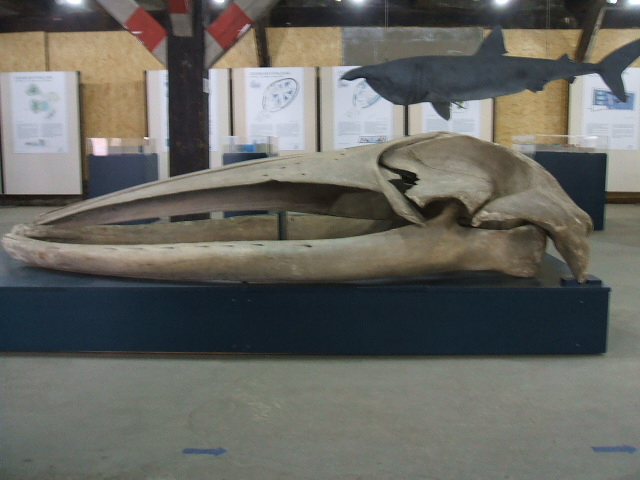
Az állat koponyája oldalról
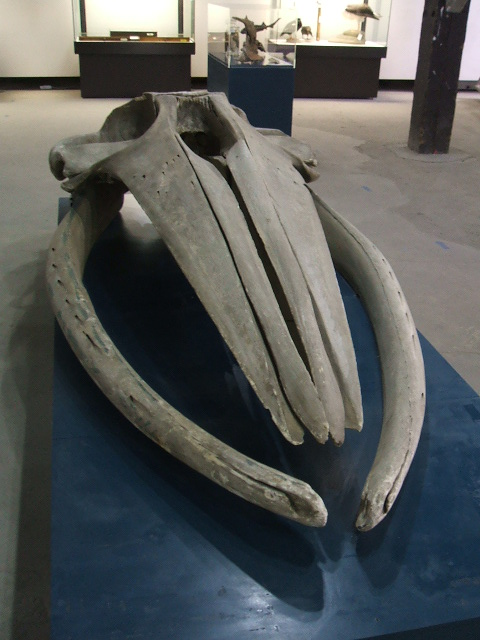
és szemből, a Besitz des Stralsunder Meeresmuseum-ban
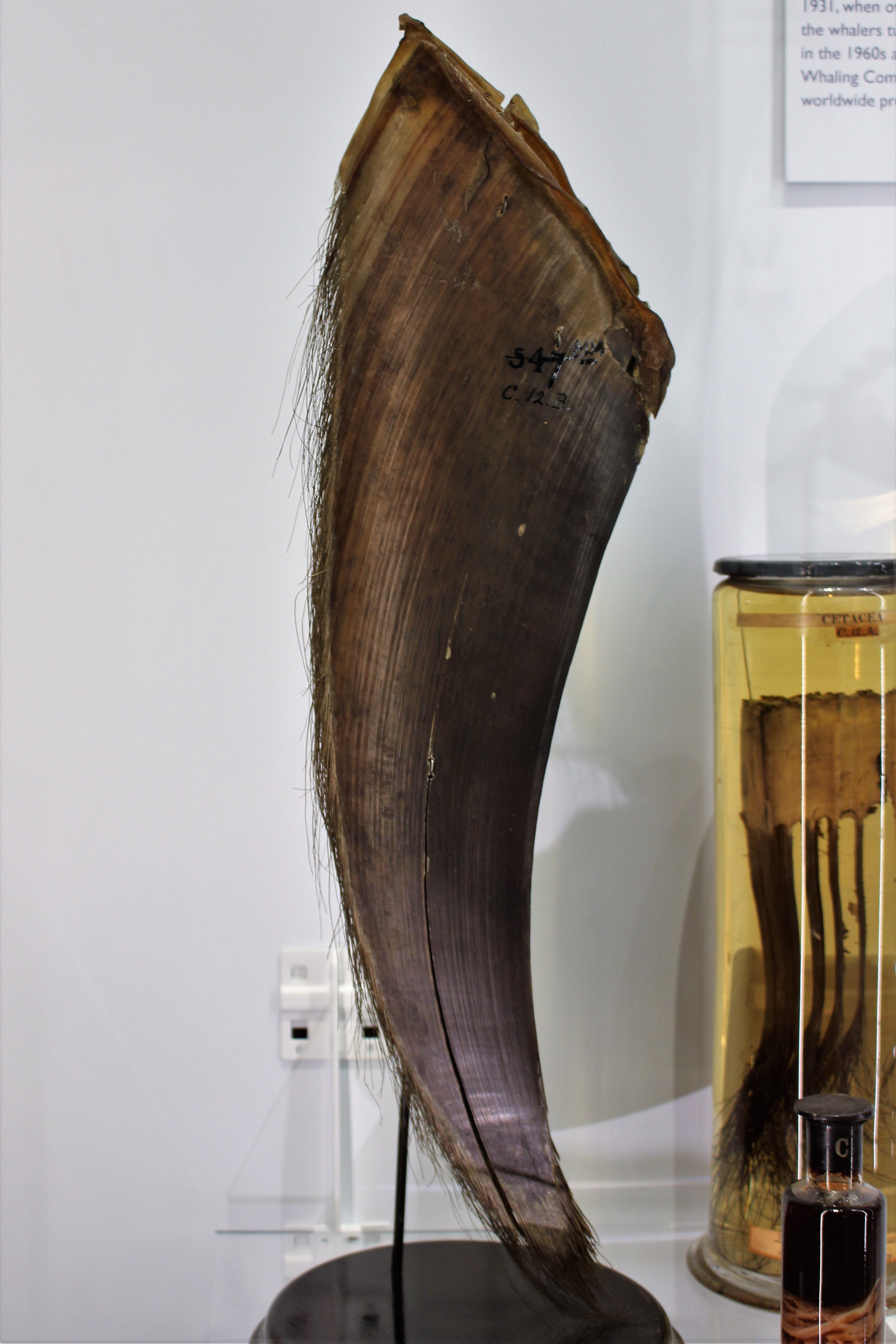
A szilájának egy darabja

## Életmódja
Az állat kifejezetten társas lény. A közönséges barázdásbálnák tavasszal a Jeges-tenger nagyobb planktonszervezetekben és kisebb, halakban gazdag határvizeibe vándorolnak, ahol fő táplálkozóterületeik vannak. Télen a melegebb vizekbe vonulnak, ott nem vesznek magukhoz élelmet. Itt ellik meg borjaikat. Egyetlen ragadozója a kardszárnyú delfin (Orcinus orca).

### Táplálkozása

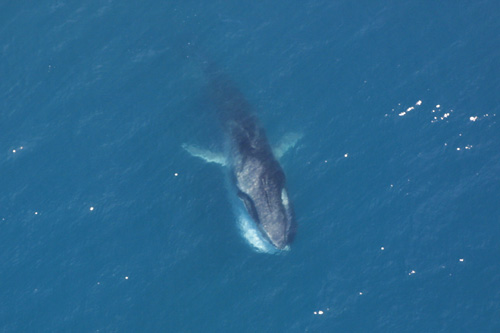
Táplálkozó példány

Tápláléka a Csendes-óceánban: krill (köztük: Euphausia pacifica, Thysanoessa inermis, Thysanoessa longipes, Thysanoessa spinifera és Nyctiphanes simplex), nagyobb testű evezőlábú rákok, mint például a Neocalanus cristatus, rajhalak: alaszkai tőkehal (Theragra chalcogramma), csuklyás hal (Mallotus villosus) és kaliforniai szardella (Engraulis mordax), valamint Todarodes pacificus. Az észak-atlanti-óceánban főleg északi krillel (Meganyctiphanes norvegica), Thysanoessa inermisszel és kis rajhalakkal, mint például: a csuklyás hallal, heringgel (Clupea harengus) és Ammodytes-fajokkal (Ammodytidae) táplálkozik. A Déli-óceánban az Euphausia superba nevű krill alkotja a táplálék legnagyobb részét. Amint hatalmas száját szétnyitja, a szívóerő hatására betódul a víz és vele a zsákmányállatok, ezek azonban a víz kipréselésekor a szilákon fennakadnak. A vastag, húsos nyelv aztán a szűk garat felé tolja őket. A torkon levő barázdák lehetővé teszik, hogy a bálna szájüregének térfogatát még hatalmasabbra növelje, és így egyetlen falásra még nagyobb víztömeget tudjon beszippantani.

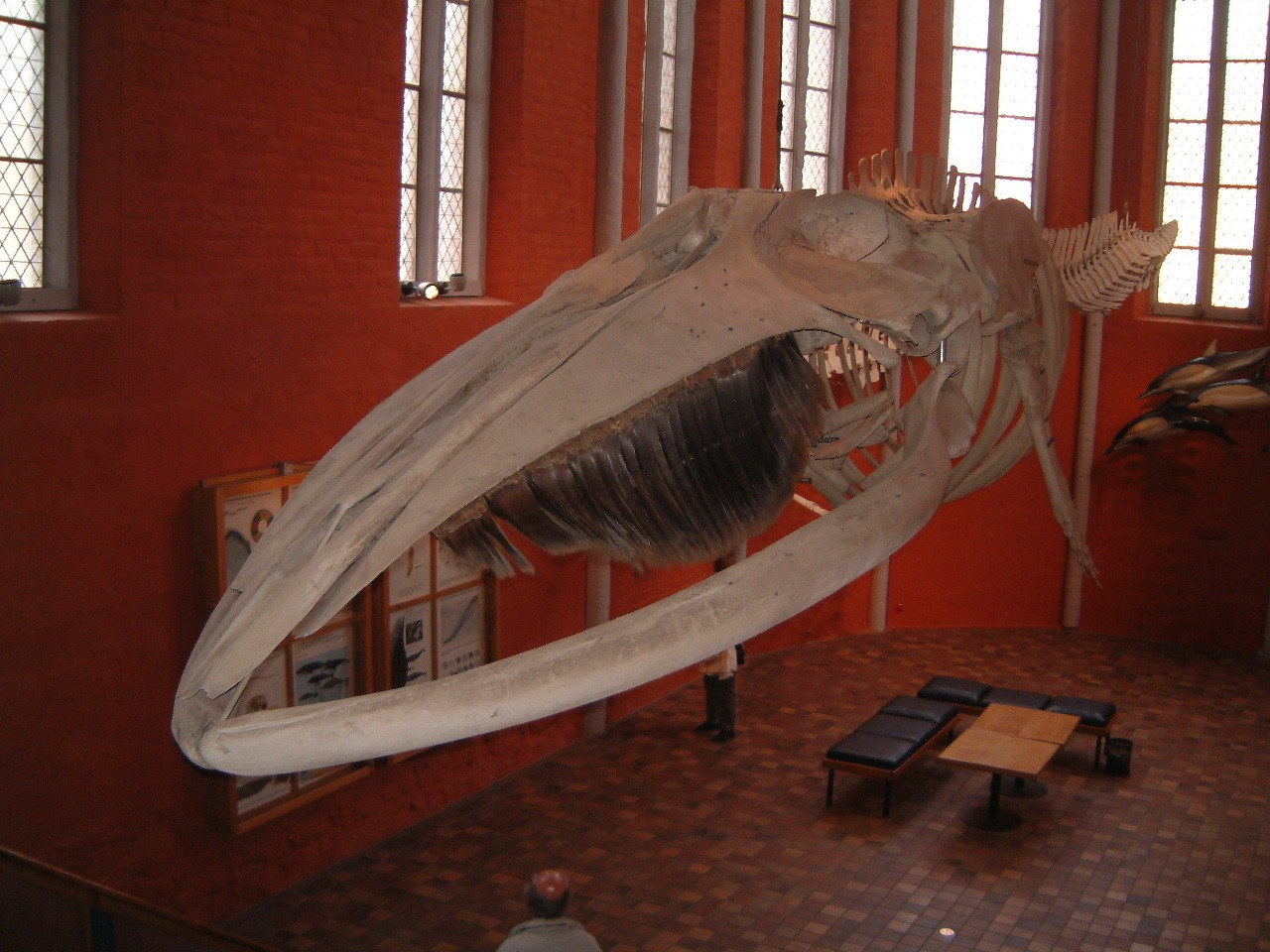
A közönséges barázdásbálna koponyája a szilákkal

Táplálkozás közben a bálnafaj 11 km/órás sebességgel úszik, és képes egy falásból 70 köbméter vizet és táplálékot bekapni. Miután befalta a táplálékkal teli vizet, a bálna a szilákon keresztül kinyomja a vizet a szájából, de a táplálék fennakad a szilákon. A kifejlett állat szájának mindkét felén 262–473 szila található. A szilák vége a szájban a nyelvhez közel, finom szálakban végződik. A szila szaruból van, ugyanabból az anyagból, mint az ember körme, az állatok karma, patája és szarva. Egy szila elérheti a 76 centiméteres hosszúságot és a 30 centiméteres szélességet. A közönséges barázdásbálna általában 200 méternél lejjebb nem merül, egy merülés alatt körülbelül négyszer képes falni. Minden falásnál körülbelül 10 kilogramm krillt nyel le. Naponta 1800 kilogramm táplálék kell ahhoz, hogy életben maradhasson. Ezt a táplálékmennyiséget körülbelül három óra alatt szerzi meg. Ha a táplálékkínálat nem elég nagy vagy ha a zsákmány túl mélyen tartózkodik, akkor a bálnának több idő kell a táplálékkereséshez. A közönséges barázdásbálna egyik vadászmódszere az, hogy nagy sebességgel körülússza a halrajt, amíg a megijedt halak összezsúfolódnak, aztán nagyra tátott szájával közéjük úszik, és bekap belőlük amennyit csak tud.

### Viselkedése
A közönséges barázdásbálna a cetek közül a leggyorsabbak közé tartozik, hosszabb ideig képes 37 km/h-val úszni, de rövid időre képes elérni a 40 km/h sebességet is. Gyorsasága miatt viccesen „a tengerek agárjának” is nevezik. A közönséges barázdásbálnák társaságkedvelőbbek a többi barázdásbálna-fajnál, csoportjaikban 6–10 példány lehet. Táplálkozás közben akár 100 állat is összegyűlhet.

Haladása során erőteljes, vízszintes elhelyezkedésű farokúszóját használja, amit minden más cethez hasonlóan függőleges irányban mozgat (ellentétben a halakkal, amik farokúszóikat vízszintes irányban mozgatják). Farokúszójában nincsen csont.

### „Éneke”
A többi bálnafajhoz hasonlóan a közönséges barázdásbálna hímje is hosszú, hangos, alacsony frekvenciájú hangokat bocsát ki magából (ezek egy része infrahang).
A kék bálnák és a barázdásbálnák az összes élőlény közül a legmélyebb hangokat képesek kiadni. A legtöbb hang frekvenciamodulált (FM), 16–40 Hz közötti, mélyülő hangimpulzus (az emberi hallás határai 20 Hz és 20 kHz közé esnek). Minden hang 1–2 másodpercig tart, és különböző, 7–15 percig tartó hangkombinációk hallhatók. Ezeket ismétli a bálna több napig tartó „rohamokban”. A kibocsátott hangfolyam forrásszintje 184–186 decibel, amely egy méteres távolságban körülbelül 1 micropascal nyomást jelent, és a hangforrástól több száz kilométer távolságban is észlelhető.
Amikor amerikai biológusok először rögzítették a bálnahangokat, nem jöttek rá, hogy ezeket a szokatlanul hangos, hosszú, tiszta, szabályszerű hangokat bálnák adják ki. Az elsőként megvizsgált lehetőségek között volt, hogy egy meghibásodott berendezést hallanak, valamilyen geofizikai jelenséget, esetleg a Szovjetunió próbálja ilyen módon észlelni az ellenséges tengeralattjárókat. Végül a biológusok bizonyították, hogy felvett hangok megegyeznek a közönséges barázdásbálna „énekével”.
A bálnahangok egybeesése a faj párzási időszakával, és a tény, hogy csak a hím bálnák adják ki ezeket a hangokat, azok párosodás előtti erődemonstrációjára utalnak. Az elmúlt száz évben az óceán zajszintje a hajózási és haditengerészeti tevékenység miatt drámaian megnövekedett, ami lassítja a közönséges barázdásbálnák populációjának helyreállását, a hímek és a szaporodásképes nőstények közötti kommunikáció akadályozása miatt.

## Szaporodása

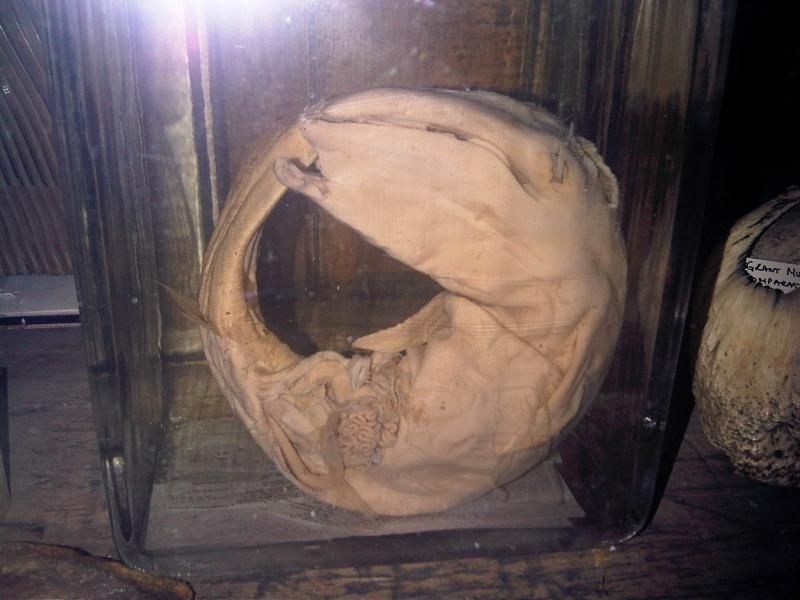
Közönséges barázdásbálna magzat a londoni Grant Museum of Zoology-ban

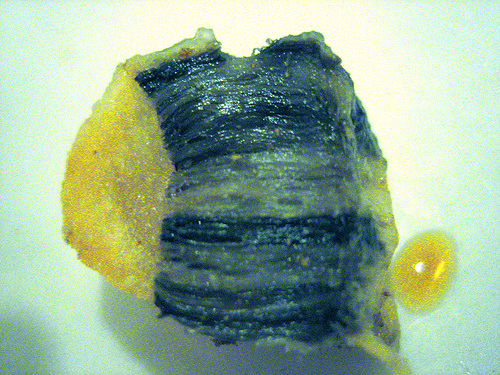
Bálnazsír

Az ivarérettséget a hím 10, a nőstény 13 éves korban éri el. A párzási időszak decembertől februárig tart, a mérsékelt övezetben, a partok közelében. A nőstények csak minden második-harmadik évben párzanak. A nőstényben egyszerre hat magzat is lehet, viszont mindig csak egyetlen borjú születik. A vemhesség 11,5 hónapig tart, ennek végén az átlagosan 6,5 méter hosszú és 1800 kilogramm tömegű utód, mint minden cetféle, farokkal előre jön a világra. A borjú 6–7 hónapig szopik, amikor eléri a 11–12 méteres hosszúságot. A borjú az első vándorutat a táplálkozó helyek felé anyja mellett teszi meg.
A kutatók észrevették, hogy néhány nőstény kék bálna mellett fura borjak úsznak. A borjak DNS-vizsgálata azt mutatta, hogy a kék bálna nőstények közönséges barázdásbálna hímekkel párosodtak.

## A közönséges barázdásbálna és az ember

### Vadászata

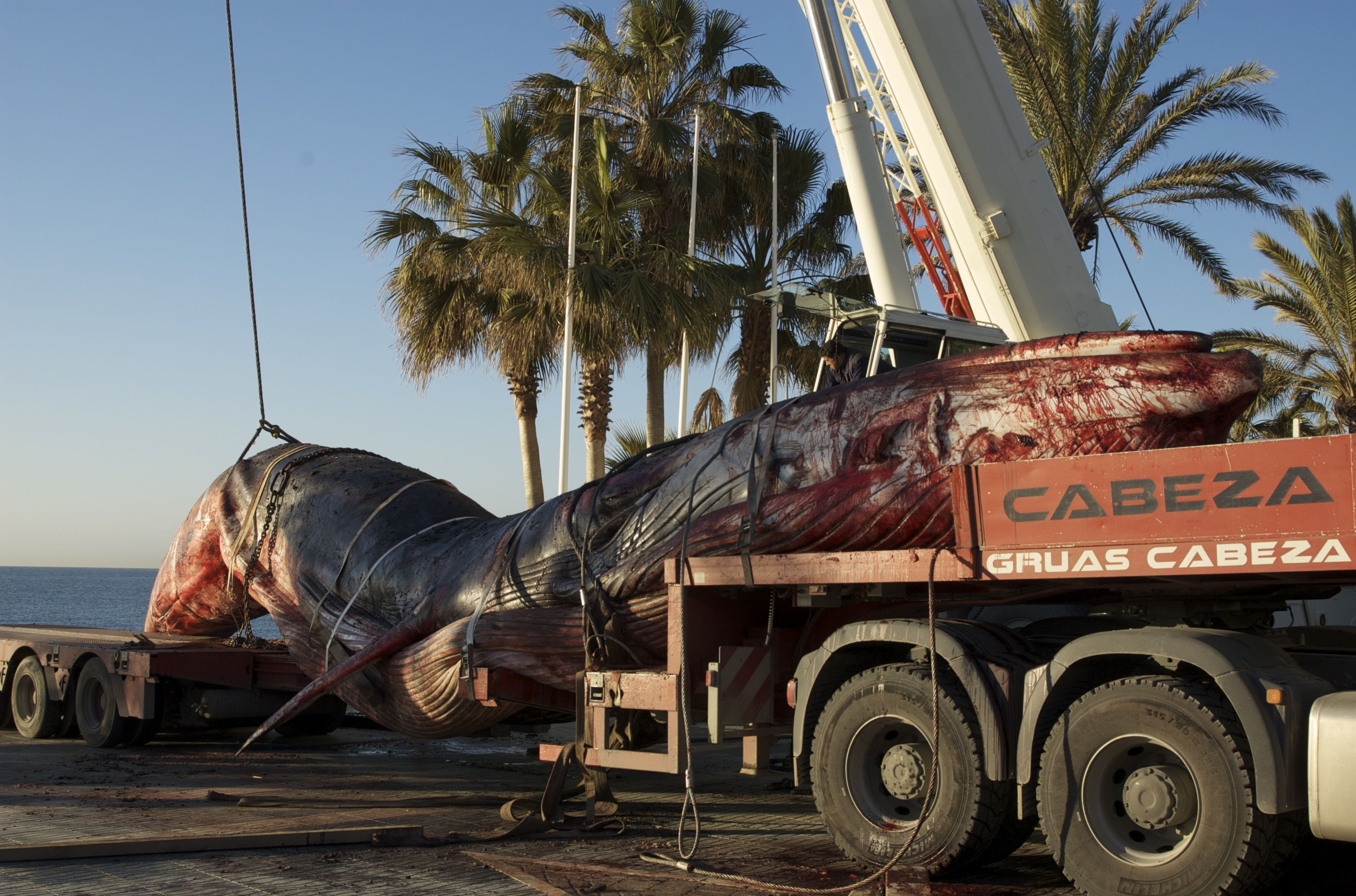
Elejtett 19 méteres közönséges barázdásbálna San Pedro de Alcántarában

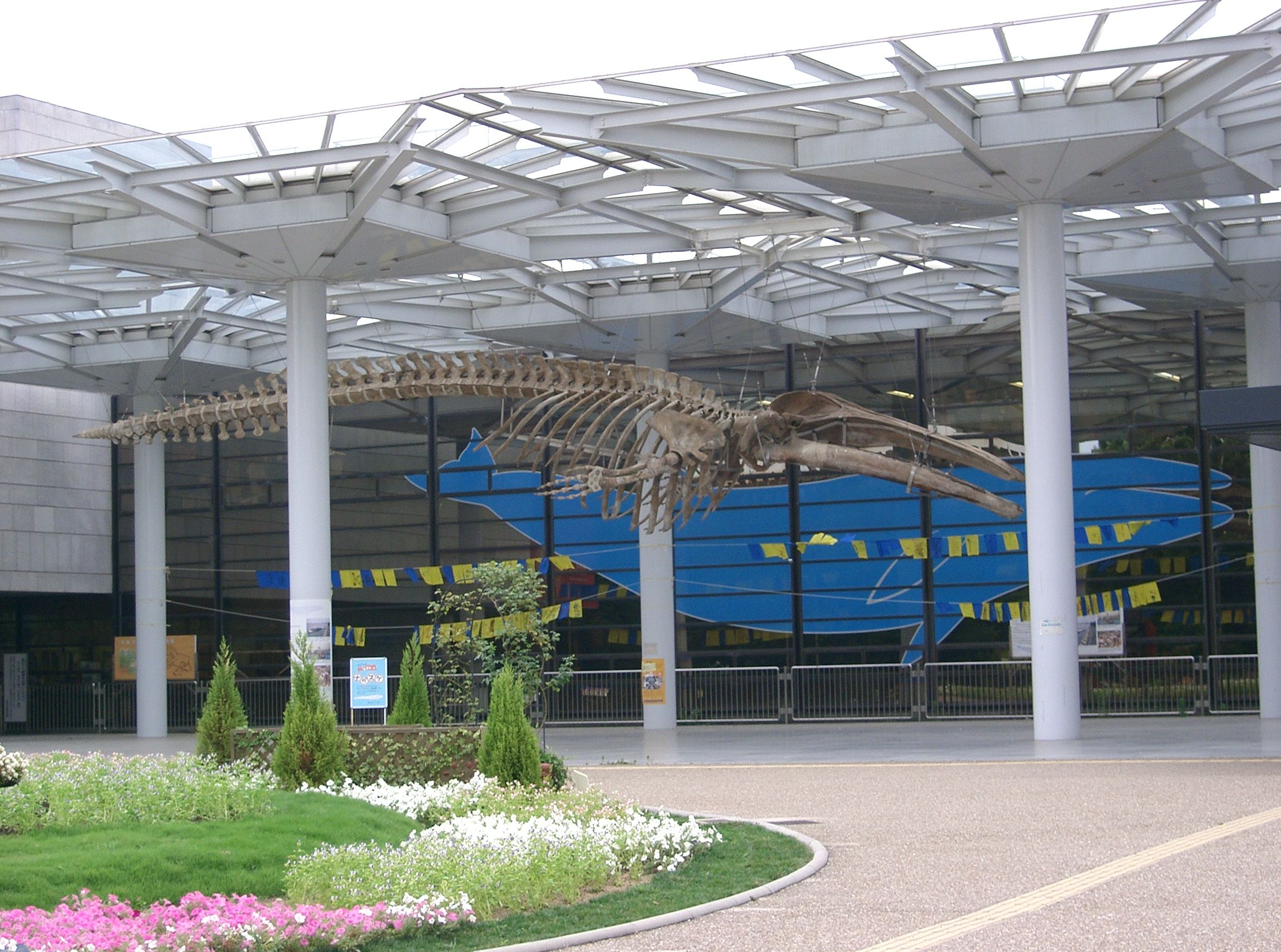
Az állat csontváza az oszakai Természettudományi Múzeumban

A 19. században a közönséges barázdásbálnát csak alkalmanként vadászták, mivel ez a bálnafaj gyors állat, és az akkori hajók nem tudtak lépést tartani vele, ezenkívül a közönséges barázdásbálna a megölése után hamarosan a tengerfenékre süllyed. Később, a gőzhajó és robbanó szigonyok bevezetésével a közönséges barázdásbálna is rendszeres és kedvelt zsákmánnyá változott, a kék bálna és tőkebálna mellett. Mint a legtöbb nagytestű bálna esetében, ezt a fajt is túlvadászták, a kihalás szélére sodorták. Mivel a kék bálna, a tőkebálna és az egyéb nagytestű bálnák állományai erősen lecsökkentek, a bálnavadász iparág a közönséges barázdásbálnára vetette a figyelmét. Ezt az állatot főleg a bálnazsírjáért, a bálnaolajáért és a szilájáért vadászták. 1904 és 1975 között az Antarktisz vizeiben körülbelül 704 000 közönséges barázdásbálnát öltek meg.
1925-ben beindították a feldolgozó hajókat, ezek oldalt kinyílnak, hogy be tudják fogatni a vadászhajók által elejtett bálnákat. E „gyárhajók” bevezetése megnövelte az évente lemészárolt bálnák számát. 1937-ben több mint 28 000 közönséges barázdásbálnát szigonyoztak meg. 1953-tól 1961-ig évente 25 000 állat vesztette életét. 1962-ben, miután a közönséges barázdásbálnák száma erősen megfogyatkozott, a vadászok újból a tőkebálnát kezdték nagyobb mértékben vadászni. 1974-től évente már csak 1000 bálnát vadászhattak a bálnavadászok. 1947–1987 között az észak-csendes-óceánban körülbelül 46 000 bálnát vadásztak.
1976-ban az NBB betiltotta a bálnavadászatot a déli félgömbön. Az észak-csendes-óceánban a Szovjetunió illegálisan vadászott a bálnákra, és hiányos adatokat mutatott be a leölt állatok számáról. Az NBB 1976-ban az észak-csendes-óceánban és 1987-ben az észak-atlanti-óceánban teljesen betiltotta a közönséges barázdásbálnák ipari vadászatát. E tiltás alól csak néhány bennszülött nép van felmentve, mivel ők az ősi hagyományaik életben tartásához évente néhány bálnát kell, hogy vadásszanak. A tilalom alól a tudományos célú vadászat mentesült. A világ összes bálnaállománya sebezhető fajnak van minősítve az amerikai National Marine Fisheries Service szerint. Ez az állatfaj szerepel a Természetvédelmi Világszövetség (IUCN) Vörös listáján és a Washingtoni egyezmény (CITES) 1. listáján, vagyis a különösen veszélyeztetett fajok listáján.
Az NBB megszabta, hogy Grönland évente 19 közönséges barázdásbálnát vadászhat. A leölt bálnák húsát, olaját és egyéb termékeit árusíthatja a területén belül, de tilos kiszállítani az országból. Izlandot és Norvégiát nem köti az NBB moratóriuma a bálnavadászat tilalmáról, mivel e két ország nem ismeri el ezt a moratóriumot. 2006 októberében az izlandi halászati miniszter engedélyt adott, hogy 2007 augusztusában kilenc közönséges barázdásbálnát öljenek meg.

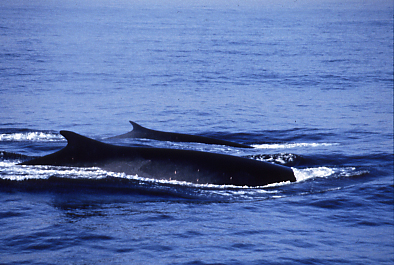
Két bálna háta

A déli félgömbön Japán, az Antarctic Special Permit program keretében, évente 10 bálnát öletett meg. Ez a program 2005–2006 és 2006–2007 közötti vadászidényben történt. A javaslat szerint a 2007–2008-as vadászidény és az ez utáni további 12 vadászidény évente 50 állatot pusztított volna el, de a 2007–2008-as vadászidény vége felé, vagyis 2008 áprilisáig egy közönséges barázdásbálnát sem fogtak meg.
Manapság a közönséges barázdásbálnáknak a hajókkal való ütközés jelenti a legnagyobb veszélyt, egyes helyeken ez a tényező játssza a legnagyobb szerepet elhullásukban, amit a partra vetett bálnák vizsgálata igazol. A legtöbb sérülést a kontinensek közelében közlekedő nagy és gyors hajók okozzák a közönséges barázdásbálnáknak.

### Védelme
A közönséges barázdásbálna rajta van a vándorló állatfajok védelméről rendelkező bonni egyezmény (Convention on the Conservation of Migratory Species of Wild Animals) I. és II. függelékén is. Az I. függelékben azért szerepel, hogy a tagországok biztonságos élőhelyeket biztosítsanak neki és szigorúan védelmezzék; a II. függelékben pedig azért van benne, mivel ez az állatfaj a kihalás szélén áll, és elterjedési területe nagyon nagy, emiatt a tagországok összefogása kell ahhoz, hogy e vándorállat nagy kiterjedésű vándorútjai akadálymentesek legyenek. Ezt a bálnafajt, az ACCOBAMS (Agreement on the Conservation of Cetaceans in the Black Sea, Mediterranean Sea and Contiguous Atlantic Area) és a Pacific Cetaceans MOU (Memorandum of Understanding for the Conservation of Cetaceans and Their Habitats in the Pacific Islands Region) cetvédő szervezetek is védelmezik.

### Fordítás
- Ez a szócikk részben vagy egészben  a   Fin whale című angol Wikipédia-szócikk ezen változatának fordításán alapul.  Az eredeti cikk szerkesztőit annak laptörténete sorolja fel. Ez a jelzés csupán a megfogalmazás eredetét és a szerzői jogokat jelzi, nem szolgál a cikkben szereplő információk forrásmegjelöléseként.

### Internetes leírások a közönséges barázdásbálnáról
- A faj szerepel a Természetvédelmi Világszövetség Vörös Listáján. IUCN. (Hozzáférés: 2011. december 1.)
- A taxon adatlapja az ITIS adatbázisában. Integrated Taxonomic Information System. (Hozzáférés: 2011. december 1.)
- Fin Whale (Balaenoptera physalus) (angol nyelven). ARKIVE. [2009. október 2-i dátummal az eredetiből archiválva]. (Hozzáférés: 2011. december 1.)
- Balaenoptera physalus (Linnaeus, 1758) (angol nyelven). WoRMS. (Hozzáférés: 2011. december 1.)
- Fin Whale (Balaenoptera physalus) (angol nyelven). NOAA fisheries. (Hozzáférés: 2011. december 1.)
- Balaenoptera physalus fin whale (angol nyelven). Encyclopedia of Life. (Hozzáférés: 2011. december 1.)
- Fin Whales, Balaenoptera physalus (angol nyelven). marinebio.org. [2007. október 17-i dátummal az eredetiből archiválva]. (Hozzáférés: 2011. december 1.)
- Fin Whale (Balaenoptera physalus) (angol nyelven). EDGE Mammal Species Information. [2011. szeptember 30-i dátummal az eredetiből archiválva]. (Hozzáférés: 2011. december 1.)
- Balaenoptera physalus (Linnaeus, 1758) (angol nyelven). uBio. (Hozzáférés: 2011. december 1.)